# Kafui Danku
Kafui Danku là một nữ diễn viên và nhà sản xuất phim người Ghana, hầu hết được biết đến với vai diễn trong các bộ phim như Any Other Monday, Alvina: Thunder and Lightning, I Do, và 4Play. Cô cũng là tác giả của cuốn sách Im lặng không phải là vàng 
Danku theo học tại trường nữ Ola ở khu vực Volta của Ghana và tiếp tục học tại Đại học Cape Coast ở khu vực miền Trung Ghana. Cô đã kết hôn với một người đàn ông Canada được cho là gần gấp đôi tuổi cô. Cặp vợ chồng có một đứa con tên là Baby Lorde.